# أولغا كيرن

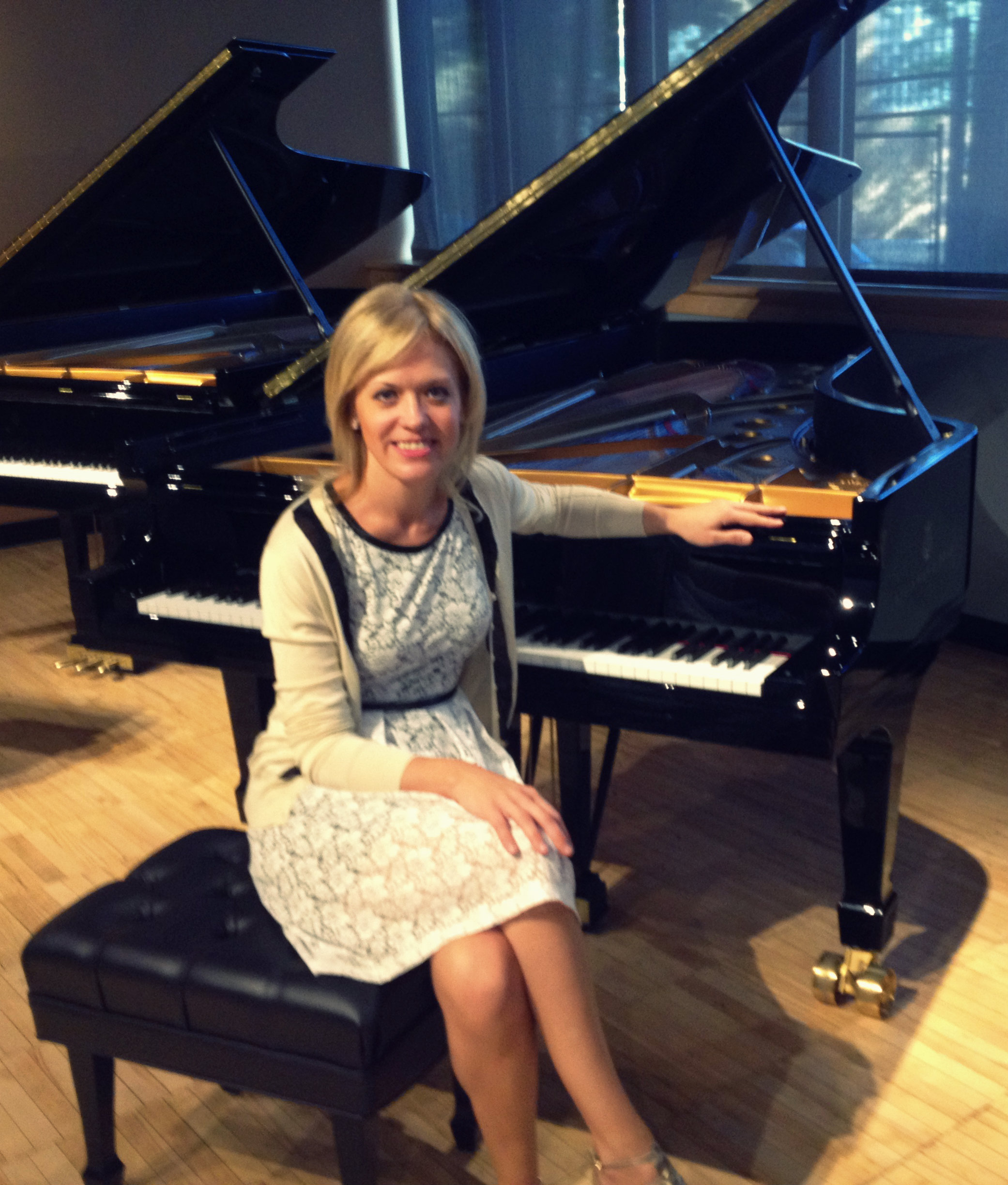
أولغا كيرن

أولغا كيرن (الروسية: Керн, Ольга Владимировна) وهي عازفة بيانو كلاسيكي روسية ولدت في يوم 23 أبريل 1975 وهي تعيش حالياً في نيويورك في الولايات المتحدة وهي متأثرة بفن سيرجي رخمانينوف وبيتر إليتش تشايكوفسكي وقد عزفت وظهرت في عدة مسارح و قاعات عالمية منها لنكولن سنتر وقاعة كارنيجه وقاعة فيلهارمونيك وهوليوود بول وقاعة ألبرت الملكية ولا سكالا في زيورخ وقاعات ومسارح أُخرى.